# Cintura di fuoco

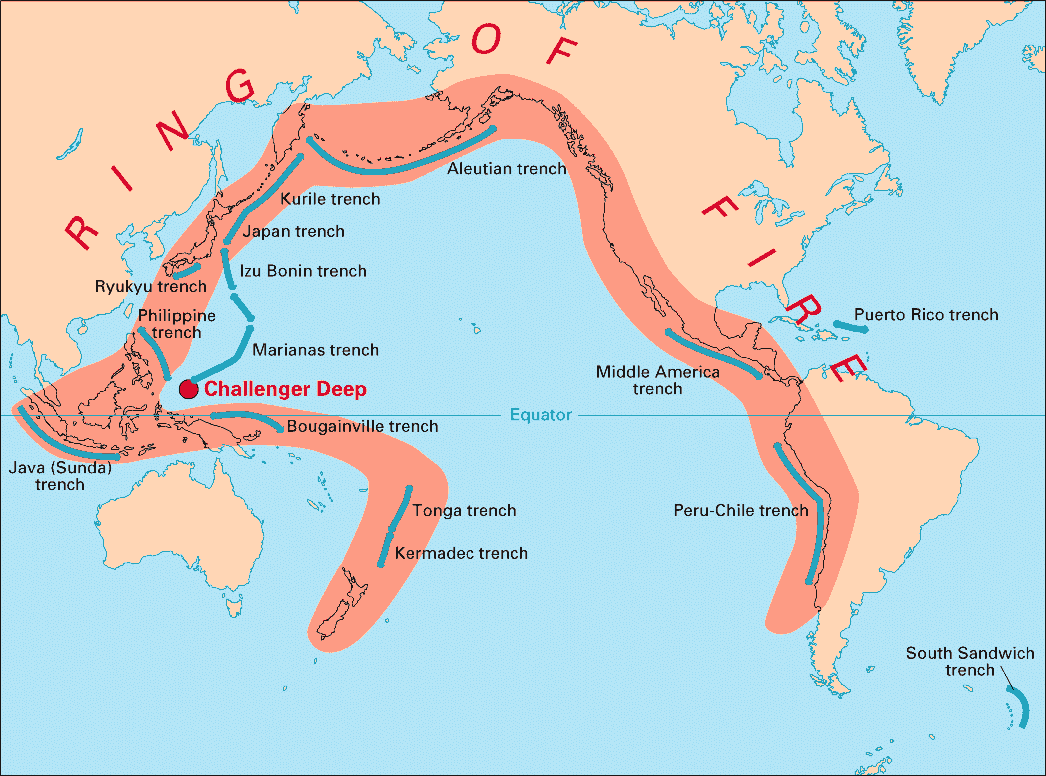
Mappa della cintura di fuoco pacifica

Mappa delle placche della Terra

In geologia con la denominazione di cintura di fuoco del Pacifico si indica una zona caratterizzata da frequenti terremoti (si calcola che il 90% dei terremoti mondiali avvenga all'interno di questa fascia: la maggior parte dei terremoti profondi e molti intermedi e superficiali) ed eruzioni vulcaniche, estesa per circa 40 000 km (ovvero quasi quanto la circonferenza equatoriale terrestre) tutto intorno all'Oceano Pacifico: è caratterizzata dalla presenza di numerosissimi archi insulari (Polinesia, Filippine, Nuova Zelanda, Indonesia, Giappone ecc.), fosse oceaniche e catene montuose vulcaniche.

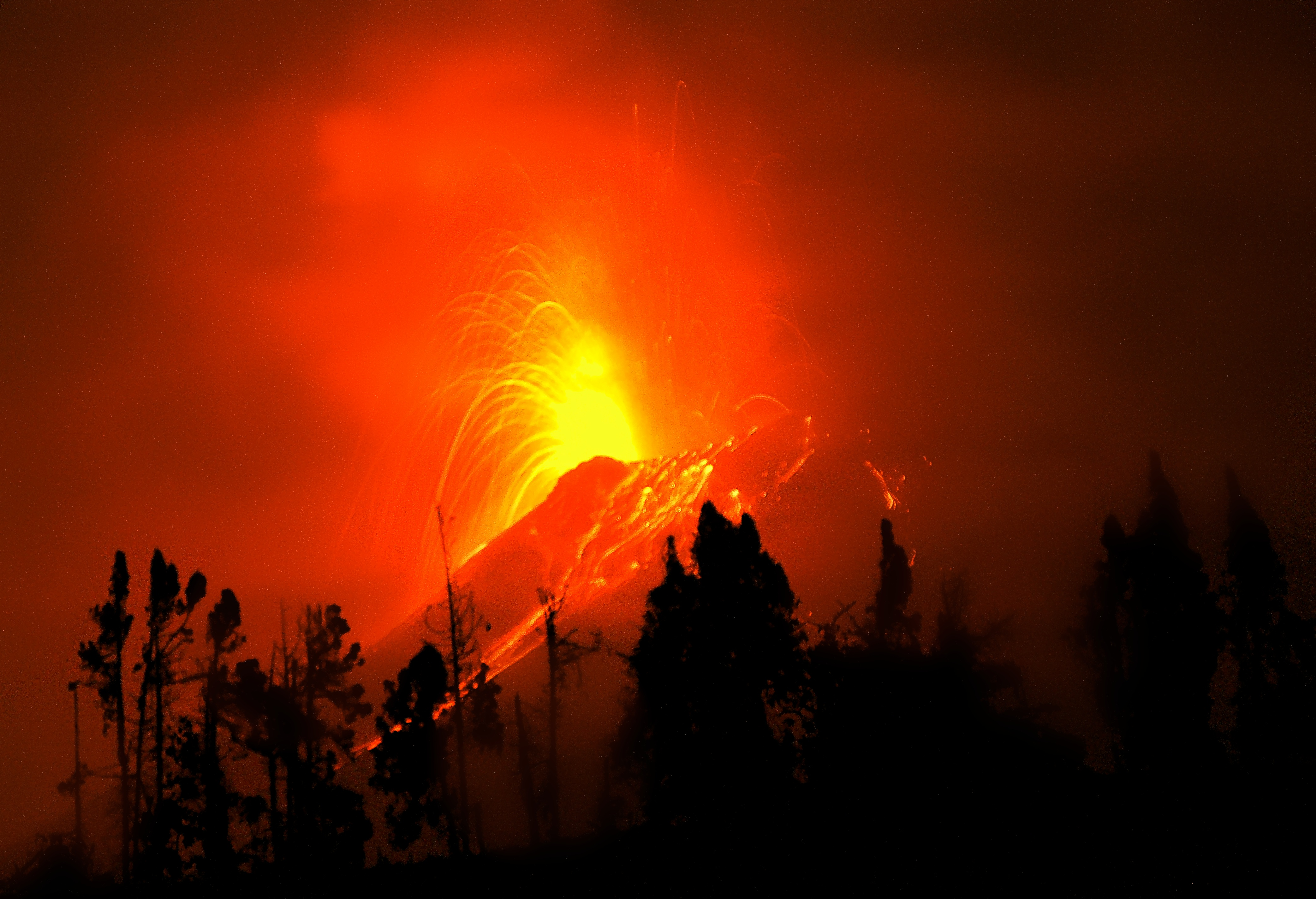
Un'eruzione del Tungurahua nel 2011, in una visione notturna. Ecuador.

## Descrizione
La cintura di fuoco è la diretta conseguenza dei movimenti reciproci delle differenti placche, che in questa zona vanno incontro al fenomeno della subduzione: le placche continentali avanzano passando letteralmente "sopra" le placche oceaniche pacifiche (l'oceano Pacifico si sta infatti restringendo). In particolare:
- lungo la costa americana la placca di Nazca, la placca di Cocos e parte della placca pacifica vanno in subduzione rispettivamente al di sotto della placca sudamericana e nordamericana, che si muovono verso ovest;
- dalla parte asiatica e australiana, si osserva la subduzione della placca delle Filippine sotto la placca eurasiatica e quella della placca pacifica sotto la placca australiana.

L'attività vulcanica prevalente nella cintura di fuoco è quella di tipo esplosivo, che origina generalmente vulcani dai pendii ripidi e regolari (noti come stratovulcani); fra i più famosi vulcani si possono menzionare il monte Sant'Elena negli Stati Uniti nordoccidentali (violentissima eruzione nel 1980), il Tambora, il Krakatoa, il celeberrimo Fuji, il Popocatépetl, il Parícutin (nato nel 1943).